# Brachiaria lateritica
Brachiaria lateritica är en gräsart som beskrevs av Aimée Antoinette Camus. Brachiaria lateritica ingår i släktet Brachiaria och familjen gräs. Inga underarter finns listade i Catalogue of Life.